# Андреаполь (аэродром)
Андреаполь — военный аэродром в Тверской области, расположенный в 3 км к востоку от одноимённого города.

## История
В период Великой Отечественной войны аэродром использовался для отдыха и доукомплектования маршевых авиационных полков.
В период с сентября 1956 года по 2 сентября 1994 года и с марта 1998 года по 2009 года на аэродроме базировался 28-й гвардейский Ленинградский ордена Кутузова истребительный авиационный полк на самолетах МиГ-17, МиГ-19, Су-15, МиГ-23, и МиГ-29. Полк выполнял задачи ПВО Московской зоны ПВО.
В период проведения реформы Вооружённых сил России в апреле 1994 году на аэродром был выведен из 16-й воздушной армии Западной группы войск 33-й истребительный авиационный полк и расформирован.